# Инкогнито от Петербург
„Инкогнито от Петербург“ е комедиен широкоекранен игрален филм на Леонид Гайдай по пиесата на Николай Гогол „Ревизор“ и нейната трета съветска филмова адаптация.

## Сюжет
В един от окръжните градове на Руската империя кметовете чакат пристигането на столичния ревизор. Неочаквано кметът Антон Антонович Сквозник-Дмухановски се съобщава, че в местен хотел се е заселил някакъв подозрителен млад мъж, който по всички признаци е същият зловещ одитор Иван Александрович Хлестаков.

## Създатели
- Сценаристи: Владлен Бахнов, Леонид Гайдай
- Режисьор: Леонид Гайдай
- Оператор: Сергей Полуянов
- Художник: Евгений Куманков
- Композитор: Александър Зацепин

## Актьорски състав
- Сергей Мигицко - Иван Александрович Хлестаков, чиновник от Санкт Петербург (озвучен от Алексей Золотницки, изпят от Олег Анофриев)
- Анатоли Папанов - Антон Антонович Сквозник-Дмухановски, кмет
- Нона Мордюкова като Анна Андреевна, неговата съпруга
- Олга Анохина като Мария Антоновна, тяхната дъщеря
- Анатолий Кузнецов - Амос Федорович Ляпкин-Тяпкин, съдия от местния окръг
- Вячеслав Невинни - Артемий Филипович Ягода, попечител на благотворителни институции
- Валери Носик като Лука Лукич Хлопов, началник на училищата
- Леонид Куравльов като Иван Кузмич Шпекин, началник на пощата
- Леонид Харитонов - Пьотър Иванович Добчински, градски земевладелец
- Олег Анофриев като Пьотр Иванович Бобчински, градски земевладелец
- Сергей Филипов като Осип, слугата на Хлестаков
- Александър Ширвинт като Кристиан Иванович Гибнер, окръжен лекар
- Станислав Чекан - Иван Карпович Уховертов, частен съдебен изпълнител